# Banqiao, Guiyang
Banqiao (kinesiska: 板桥, 板桥乡) är en socken i Kina. Den ligger i provinsen Hunan, i den södra delen av landet, omkring 250 kilometer söder om provinshuvudstaden Changsha.
Genomsnittlig årsnederbörd är 1 888 millimeter. Den regnigaste månaden är augusti, med i genomsnitt 273 mm nederbörd, och den torraste är oktober, med 37 mm nederbörd.